# Raneen Bukhari
Raneen Bukhari és una comissària d'exposicions, activista i gestora de xarxes socials saudita. Treballa en la galeria d'art i de disseny familiar a Al-Khubar.
Va ser una de les sis dones saudites que van participar en el Contemporary Collective, que descrivia 27 obres d'arts de la col·lecció del British Council a l'Aràbia Saudita.
Va implicar-se en els drets de les dones a poder conduir al seu país.
Va ser llistada a les 100 Women BBC el 2018.